# لوئیز گیلرمه
لوئیز گیلرمه (پرتغالی: Luis Guilherme؛ زادهٔ ۹ فوریهٔ ۲۰۰۶) بازیکن فوتبال اهل برزیل است که در پست هافبک برای باشگاه فوتبال پالمیراس در سری آ برزیل بازی می‌کند.
وی همچنین در تیم‌های ملی فوتبال زیر ۱۷ سال برزیل و زیر ۲۰ سال برزیل بازی کرده‌است.